# سيدريك غاسر
سيدريك غاسر هو لاعب كرة قدم سويسري في مركز الدفاع، ولد في 16 فبراير 1998 في سويسرا. لعب مع نادي سانت غالن.

## وصلات خارجية
- سيدريك غاسر على موقع الاتحاد الأوربي (الإنجليزية)
- سيدريك غاسر على موقع قاعدة بيانات كرة القدم.إي يو (الإنجليزية)
- سيدريك غاسر على موقع Soccerway.com (الإنجليزية)
- سيدريك غاسر على موقع عالم كرة القدم.نت (الإنجليزية)